# 科学知识社会学
科學知識社會學（英語：sociology of scientific knowledge，缩写为SSK）是研究作為社會活動的科學的学科，特別是研究“科學的社會條件和社会影響，以及科學活動的社會結構和社会過程。”SSK为科学思想本身提供社会学解释，如解释在某种社会環境下，为什么一種科学理论成功（获得认可），而另一種科学理论失败。

## 历史
1970年代前，以罗伯特·金·莫顿（一般被认为是科学社会学的开创性作者之一）为代表的科学社会学对科学进行社会学研究，主张不要关注科学的内容。SSK出現於1960年代末和1970年代初，起初幾乎只在英國，其他早期發展中心有法國、德國和美國（特別是在康奈爾大學）。SSK对科学社会学提出诸多批评，认为科学社会学是科学家的社会学。SSK的主要学者包括大衛·布魯爾、布鲁诺·拉图尔、普莱斯、加斯东·巴舍拉、保罗·费耶阿本德、哈里·柯林斯。
科学知识社会学家参加科学之社会研究学会（Society for Social Studies of Science，4S）和欧洲科学技术研究协会（EASST），在日本、韩国、台湾和拉丁美洲有学术团体。

## 纲领及学派
SSK早期拥护者之一大衛·布魯爾将所谓“弱纲领”（或“纲领”）和他所谓“强纲领”对比，前者只是对错误信念提供社会学解释，而后者认为社会因素影响着所有的信念。
弱纲领更多是对一种方法的描述，而不是一个有组织的运动。强纲领与两个团体的工作有关：提倡“强纲领”的爱丁堡学派（爱丁堡大学科学研究中心的大卫·布鲁尔、巴里·巴恩斯等人) 、提倡“相对主义经验纲领”的巴斯学派（巴斯大学的哈里·柯林斯等人）。

## 批评
SSK被认为是相对主义。科学知识社会学家对相对主义没有一致看法，柯林斯说自己是“经验论的相对主义”。
SSK受到科学社会学家的批评。
SSK受到行动者网络理论学派的批评。该学派批评SSK的社会学还原论和人类中心主义。

## 参看
- 科學無知社會學

## 延伸阅读
- 赵万里. 科学的社会建构：科学知识社会学的理论与实践. 天津人民出版社, 2002.
- 王阳. 捍卫科学理性形象：科学哲学家对科学知识社会学的批判研究. 中国社会科学出版社, 2012.
- Kusch, Martin. . 1998  [February 23, 2012]. （原始内容存档于2017-05-07）.
- PhilPapers上的Sociology of Science